# Ucieczka (film 1970)
Ucieczka (ros. Бег) – radziecki film fabularny z 1970 roku, składający się z dwóch serii, w reżyserii Aleksandra Ałowa i Władimira Naumowa stworzony na podst. trzech utworów literackich Michaiła Bułhakowa: Ucieczka (1928), Biała gwardia (1925) i Morze czarne (1937).
W 1971 roku obraz został zaprezentowany w ramach konkursu głównego na 24. MFF w Cannes.
Ucieczka jest pierwszą adaptacją filmową Bułhakowa w kinie radzieckim.

## Opis fabuły
W 1920 roku trwająca jeszcze na południu Rosji wojna domowa dobiega końca. Armia Czerwona zbliża się do Krymu, rozpoczyna się ucieczka z kraju wszystkich tych, którzy szukali ratunku przed rewolucją. Film przedstawia tragiczne sceny z życia codziennego wczorajszych przedstawicieli wyższych sfer oraz członków formacji Białych, nazywanych Białą Armią albo Białą Gwardią.
Film opowiada o czasach zamętu i rozpaczy, w których następuje masowa migracja z Rosji do Konstantynopola. Głównymi bohaterami są: Serafima Korzuhina (żona towarzysza ministra handlu), generał Czarnota i jego żona – Luśka, docent Gołubkow i ponury generał Chludow, który powoli traci rozum.
Widząc, że Armii Czerwonej nie można już powstrzymać, bohaterowie najpierw pociągiem, a następnie parowcem ruszają do Konstantynopola. Znajdując się bez grosza na emigracji, rosyjscy intelektualiści stają na krawędzi przetrwania. Generał Czarnota próbując zarobić sprzedaje na ulicy drobne pamiątki albo bierze udział w „wyścigach karaluchów” zorganizowanych przez jednego z rosyjskich emigrantów. Żona generała, Luśka, wyznaje mu najpierw, że zaczęła uprawiać prostytucję, i że odchodzi od niego i wyrusza do Paryża. Ostatnią szansą na uratowanie Serafimy przed prostytucją jest wyprawa Gołubkowa i generała Czarnoty do Paryża w poszukiwaniu jej męża, który ją zdradził – jedynego, któremu udało się przetransportować oszczędności na emigrację. Serafima zostaje w Konstantynopolu pod opieką generała Chludowa.
Gołubkow i Czarnota docierają do Paryża. Po odnalezieniu męża Serafimy, Korzuhina, Gołubkow tłumaczy mu w jak ciężkiej sytuacji jest jego żona i prosi o pieniądze dla niej. Korzuhin nie przyznaje się do tego, że ma żonę i odmawia udzielenia pomocy. Czarnocie udaje się jednak namówić Korzuhina do gry w karty, w rezultacie generał wygrywa dużą sumę pieniędzy. W międzyczasie okazuje się, że Luśka została kochanką Korzuhina, dzięki jej pomocy Gołubkow i Czarnota uciekają z wygranymi pieniędzmi.
Po powrocie do Konstantynopola bohaterowie zdają sobie sprawę, że nie mogą żyć na wygnaniu. Gołubkow i Korzukhina, którzy się w sobie zakochali, wracają do sowieckiej Rosji. Byli Biali generałowie nie mogą tego zrobić, bo tam zostaną rozstrzelani; Czarnota znów zaczyna grać w wyścigu karaluchów, nazywając siebie wiecznym tułaczem i „Latającym Holendrem”, podczas gdy Chludow stoi samotnie na brzegu i spogląda w dal.

## Główne role
- Ludmiła Sawieljewa – Serafima Władimirowna Korzuhina (żona towarzysza ministra handlu)
- Aleksiej Batałow – Sergiej Pawłowicz Gołubkow (docent Uniwersytetu Petersburskiego)
- Michaił Uljanow – Grigorij Łukjanowicz Czarnota (generał Białej Armii)
- Tatiana Tkacz – Luśka Korsakowa (żona generała Czarnoty)
- Władisław Dworżecki – Roman Walerjanowicz Chludow (generał Białej Armii)
- Jewgienij Jewstigniejew – Paramon Iljicz Korzuhin (towarzysz ministra handlu)

## Historia powstania filmu
- Michaił Bułhakow zaczął pisać dramat o wojnie domowej w 1926 roku, na zlecenie Moskiewskiego Akademickiego Teatru Artystycznego; wersje robocze zawierały różne nazwy – Rycerz Serafimy, Wygnańcy, ale w końcu powstała sztuka pod tytułem Ucieczka; w swojej twórczości pisarz wykorzystał wspomnienia generała Jakowa Słaszczewa, który powrócił z emigracji do ojczyzny; jednak sztuka nie przebiła się przez radziecką cenzurę; Stalin osobiście zakazał spektaklu: „Ucieczka jest próbą wzbudzenia litości i współczucia do antyradzieckich emigrantów, próbą usprawiedliwienia lub połowicznego uzasadnienia sprawy Białej Gwardii. Ucieczka, w istocie, jest zjawiskiem antyradzieckim”[8]
- premiera Ucieczki odbyła się wiele lat po śmierci autora, w 1957 roku, w Stalingradzkim Teatrze Dramatycznym imienia Maksima Gorkiego[9]
- scenariusz filmu napisali Aleksander Ałow i Władimir Naumow; fakt, że scenariusz został zatwierdzony, nazwano później „cudem Bułhakowa”[8]
- dla ekipy filmowej zorganizowano prywatny pokaz filmu Doktor Żywago, zakazanego w ZSRR (1965, reż. David Lean)[8]
- konsultantką filmu była Helena Bułhakowa (trzecia żona i muza Michaiła Bułhakowa), którą Naumow nazwał „piękną mistyczną kobietą”; według niego Helena Sergejewna była „łącznikiem między ekipą filmową a Michaiłem Afanasjewiczem”[10]

Udział Heleny Sergejewny miał ogromne znaczenie. Ona oglądała nakręcony materiał i mówiła „dobrze” lub „wiesz, wydaje mi się, że jest tu jakoś bardzo smutno”. Dzięki niej miałem nawet wrażenie, że osobiście znam Bułhakowa – taki magiczny wpływ miała ta kobieta.
Kiedyś siedzieliśmy w jej kuchni. Małe mieszkanie, dwa pokoje. I nagle drzwi zatrzeszczały. I nie uwierzysz, pomyślisz, że to wymyśliłem – ale naprawdę wydawało mi się, że Michaił Afanasjewicz, który zmarł dawno temu, przychodzi do nas. To ona stworzyła taką atmosferę swoimi opowieściami o nim…

- reżyserzy Aleksander Ałow i Władimir Naumow oszukali władze, aby umożliwić adaptację sztuki; na pytanie, jak udało się nakręcić film o danej tematyce, Naumow odpowiedział:

Faktem jest, że Aleksander Ałow i ja byliśmy dyrektorami artystycznymi Stowarzyszenia Twórczego Pisarzy i Filmowców i na tym stanowisku mieliśmy pewne prawa. Cóż, wydaliśmy zgodę sami dla siebie. To wszystko.

### Zakaz wyświetlania filmu
Film został zakazany w ZSRR pięć dni przed premierą. Wiadomość o tym, że w Moskwie powszechnie się usuwa afisze filmu dotarła do Aleksandra Ałowa, Władimira Naumowa i Michaiła Uljanowa, kiedy byli w Czechosłowacji, w związku z czym chcieli szybko wracać, ale na lotnisku okazało się, że biletów nie ma. Przez tytuł Ludowego Artysty ZSRR, który posiadał Uljanow, zostali umieszczeni na specjalny samolot, przeznaczony dla członków biura politycznego. Na pokładzie zostali zaproszeni do tak zwanego „wspólnego stołu”. Przy koniaku i domino Naumow narzekał, że ich „kosztowny film z szanowanym aktorem Uljanowem został z jakiegoś powodu usunięty”.
Następnego dnia plakaty zostały zwrócone na swoje miejsca. Ponadto w kolejnym roku Ucieczka wzięła udział w programie konkursowym 24. MFF w Cannes, ale Złotą Palmę otrzymał wówczas brytyjski melodramat Posłaniec (reż. Joseph Losey).

## Miejsca akcji filmowych
Zdjęcia, które w filmie przedstawiały Konstantynopol, były realizowane częściowo w Płowdiwie (Bułgaria), częściowo w pawilonach Mosfilm w Moskwie, jedynie plany ogólne kręcono bezpośrednio w Stambule. Sceny w klasztorze zarejestrowano w Zwienigorodzie, wizje Chludowa w Lubiercach (obie lokalizacje: obw. moskiewski, Rosja), sceny uliczne z wizyty Charnoty i Gołubkowa w rezydencji Korzukhina w Paryżu.

## Krytyka
Anton Dolin o filmie Ucieczka:

Michaił Bułhakow istniał na scenie literatury radzieckiej od lat 20., ale dopiero w latach 60. zaczęto ponownie odkrywać jego twórczość. Mimo to, ciężko było sobie wyobrazić, że w latach 70. w ZSRR ukaże się film na podstawie sztuk Bułhakowa, dlatego "Ucieczka" była filmem ryzykownym. W końcu to prawie apologetyka Białej Gwardii. W każdym razie cały świat – rewolucyjny i porewolucyjny – jest pokazany z jej punktu widzenia. Widzimy dramatyczne losy emigrantów, którzy zostali zmuszeni do ucieczki z Rosji, zostali wyrzuceni z nowej Rosji, boleśnie chcą tam wrócić i nie mogą. Oczywiście było to absolutnie przełomowe dzieło, bardzo odważne. Tak szczegółowego obrazu życia emigracji rosyjskiej, w naszym kinie wcześniej nie było.

Aleksander Szpagin o filmie Ucieczka:

Powstał film, który odniósł największy sukces wśród krytyków wczesnych lat 70. Pod każdym względem był głównym zwycięstwem radzieckiej kinematografii na początku lat 70. I nawet to, że film jest nieco eklektyczny, jakby połączeniem różnych gatunków, nikomu nie przeszkadzało. W tym filmie widzimy: sceny bardzo poważne, dramatyczne, tragiczne, są sceny czysto groteskowe – gra w karty czy scena wyścigów karaluchów, są sceny po prostu z filmu historyczno-rewolucyjnego, takie jak sceny z Frunze albo sceny bitew podczas wojny domowej, a nawet sny. Po prostu kino autorskie. Co jest interesujące, że Ałow i Naumow rozegrali to bardzo sprytnie. Są pod tym względem świetni, bo gdyby zrobili po prostu tragiczny obraz klęski Białej Armii, to zaczęliby sympatyzować z tą Białą Armią i generałem Chludowem – taki film byłby zakazany. Gdyby to była czysta groteska (w stylu gry w karty i wyścigów karaluchów), to też zostałaby zakazana na początku lat 70. lub wydana ze zgrzytem, bo już wtedy zaczęto walczyć z groteskowymi filmami o rewolucji. Ucieczka w swojej wielogatunkowości to wszystko połączyła

## Pozostałe informacje
- ogólne plany Konstantynopola (bez aktorów) zostały sfilmowane w Stambule w sposób nielegalny, bo ekipa filmowa nie otrzymała zgody na realizację zdjęć, które zostały wykonane ręcznym aparatem, aby nie przyciągać uwagi[8]
- projektantka kostiumów Lidia Nowi, na krótko przed Ucieczką, zakończyła pracę z Tarkowskim na planie Andrieja Rublowa (1966)[8]
- jak wspominał operator filmu Lewan Paataszwili: „Najbardziej kapryśnymi «aktorami» były karaluchy. Zaproszono (jak oni sami siebie określali) «specjalnych trenerów», którzy obiecali, że wytresują karaluchy zgodnie z wizją Bułhakowa i reżyserów. Po «próbach aktorskich» wyłoniono najlepsze osobniki. Każdy z nich otrzymał imię lub przydomek. «Trenerzy» zabrali je do domu i zaczęli karmić przysmakami i witaminami”[8]
- Naumow w wywiadach nie chciał zdradzać imion członków biura politycznego, którzy byli wtedy na pokładzie samolotu, mówiąc, że „obiecał im, że tego nie zrobi”[8]